# Семь смертей по рецепту
«Семь смертей по рецепту» (фр. Sept morts sur ordonnance) — фильм, криминально-психологическая драма режиссёра Жака Руффио. Франция, 1975 год. В СССР демонстрировалась ограниченным прокатом в мае 1977 года под названием «В сетях мафии».

## Сюжет
В провинциальном французском городе частные кардиологи под руководством профессора Брезе (Ванель) терпят убытки от эффективной работы хирурга Пьера Лоссрэ (Пикколи), оперирующего по социальным расценкам. Они пытаются переманить его на свою сторону, всё более усиливая психологическое давление после каждого отказа сотрудничать. Анализируя происходящие события, Лоссрэ при помощи местного комиссара полиции Жире (Феррандис) восстанавливает причины недавней гибели семьи молодого, несколько амбициозного, но талантливого хирурга доктора Берга (Депардье). Последний узнал, что Брезе — коллаборационист, работавший мэром этого городка при режиме Виши. Однако банда Брезе использовала слабость Берга к карточной игре и публично уличила его в шулерстве. Ежедневным шантажом они довели молодого врача до отчаяния: тот убил свою жену и трёх малолетних детей, после чего застрелился сам. Пьер Лоссрэ безуспешно пытается обнародовать правду, но, не в силах противостоять заговору молчания, убивает себя и жену. По утверждению авторов, фильм основан на реальных событиях.

## В ролях
- Мишель Пикколи — доктор Пьер Лоссрэ
- Марина Влади — Мюриэль Лоссрэ, его жена
- Жерар Депардьё — доктор Жан-Пьер Берг
- Джейн Биркин — Жане Берг, его жена
- Шарль Ванель — профессор Брезе
- Антонио Феррандис — комиссар Жире
- Колин Серро — мадам Мувани

## Награды
Фильм был номинирован на премию Сезар в категориях: за  лучший фильм, за лучшую мужскую роль — Депардье; за лучший оригинальный или адаптированный сценарий — Коншон, Руффио; за лучший монтаж. Однако победу одержал только в номинации за лучший монтаж.